# Riceboy Sleeps
Riceboy Sleeps és una pel·lícula dramàtica canadenca del 2022, escrita, produïda, editada i dirigida per Anthony Shim. Basada en part en la pròpia infància de Shim, la pel·lícula se centra en So-Young (Choi Seung-yoon), una mare soltera immigrant coreana que va criar el seu fill adolescent Dong-Hyun (Ethan Hwang) després de traslladar-se al Canadà per donar-li una vida millor.
La pel·lícula es va rodar a la tardor del 2021, principalment a l'àrea metropolitana de Vancouver, amb algunes localitzacions a Corea del Sud. Shim va rodar la pel·lícula principalment en llargues, evitant la pràctica de gravar la cobertura de la càmera o editar les escenes.
Es va estrenar al programa Platform Prize al Festival Internacional de Cinema de Toronto de 2022 l'11 de setembre de 2022 i va ser nomenada guanyadora del premi del programa el 18 de setembre. Es va estrenar internacionalment al 27è Festival Internacional de Cinema de Busan l'octubre de 2022. Ha estat subtitulada al català.